# Gellért Szálló
A Gellért Szálló (korábban Szent Gellért Szálloda, Hotel Gellért, Danubius Hotel Gellért) szálloda Budapesten, a Duna jobb partján. A szecessziós műemléképület 1918 óta áll a Szent Gellért téren, a Gellért-hegy mellett.
2021 decembere óta felújítás miatt zárva tart. 2022 végén érkezett a hír, hogy Tiborcz István üzletember BDPST Group nevű cégcsoportja megállapodást kötött a szálló megvásárlásáról.

## Fekvése
A szálloda a XI. kerületben, közvetlenül a Gellért-hegy mellett, a Duna partján áll, szemben a Szabadság híddal, így a budai oldal egyik látványosságának is számít.
A legközelebbi vasútállomás, a kelenföldi mindössze 3 km-re van tőle. Közvetlenül a hotel előtt van az M4-es metróvonal Gellért téri állomása, előtte állnak meg a 47-es, 49-es, 19-es és 41-es villamosok, és a szálloda oldalában a 7-es busz.

## Története
A Szent Gellért Szálloda építése 1911-ben kezdődött. Nevét Szent Gellértről, a 11. század első magyar vértanú püspökéről kapta, akit a Vata-féle lázadás idején a szomszédos hegyről taszítottak a mélybe. A 176 szobás szállodát Hegedűs Ármin, Sebestyén Artúr és Sterk Izidor tervezte. Az építkezés az első világháború miatt lelassult, és 1918 szeptemberéig a hotel nem nyílt meg, amíg a háború véget nem ért, és az Osztrák–Magyar Monarchia össze nem omlott. 1919-ben a Magyarországi Tanácsköztársaság bukása után a szálloda a nemzeti kormány főhadiszállása lett.
Miután Magyarország önálló állam lett, a szálloda korai éveiben olyan sikeres volt, hogy 1927-ben további 60 szobával és hullámmedencével bővült. Gundel Károly átvette a szálloda éttermét is. 1934-ben a szálloda egy jacuzzival bővült.
Épülete a második világháborúban Budapest ostroma alatt súlyosan megsérült. A háború utáni kommunista hatóságok eltávolították a „Szent” szót a szálloda nevéből, amely így Hotel Gellért lett. A Gellért-hegy felőli szárnyának helyreállítása 1946-ban kezdődött meg, míg a fő, Duna felé eső szárnyé 1957-ben. A restaurálási munkálatokat 1962-ben fejezték be. A szállodát 1973-ban felújították.
A Danubius Hotels Group 1981-ben átvette az irányítását, s miután 1992-ben privatizálták a céget, 1996 júniusában meg is vásárolta a szállodát. A szomszédos Gellért gyógyfürdőt Budapest városa birtokolja, és üzemelteti.
2019-ben a Danubius Hotels megállapodott az Indotek Csoporttal a szálloda eladásáról. Az új tulajdonos a műemlék épületen – az eredeti külső megtartásával – teljes rekonstrukciót tervez végrehajtani, amit követően azt ötcsillagos luxusszállodaként üzemeltetheti. 2021. november 30-án a szálloda a felújítás végett bezárt.

## Gellért gyógyfürdő
A Hotel Gellért termálfürdőjéről is híres. A szállodához csatlakozó Gellért gyógyfürdő különleges vonzerejét a fedett és szabadtéri medencék, a hullámfürdő, a napozóterasz és a termálfürdő jelentik. Az üvegtetős pezsgőfürdőt és a hullámfürdőt kedvelik a szállóvendégek is. A gyógyfürdő magántulajdonban van, a szálloda vendégei benne kedvezményeket vehetnek igénybe.

## Épülete
A szállodát szecessziós stílusban építették, néhány biomorf elemmel. A tömbje keretét képező kúp alakú tornyok messziről megkülönböztethetővé teszik. Belső terét is szecessziós stílusban építették, magas üvegkupolával és kovácsoltvas díszítéssel. A szálloda recepciójából felvezető lépcsőket üvegablak díszíti, amelynek témája a magyar mitológiából származó csodaszarvas-legenda. A gyógyfürdőben az eredeti szecessziós díszítés művészi mozaikokkal, színes ablakokkal és szobrokkal valósul meg.
Budapest ostroma alatt a szálloda és a termálfürdő nagy kárt szenvedtek. Az 1950-es évek végére megkezdődött rekonstrukciójuk és felújításuk.

## Híres vendégek[9]
- Habsburg Otto
- Richard Nixon
- Yehudi Menuhin
- Andrew Lloyd Webber
- Zsigmond Vilmos
- Maximillian Shell
- Bruno Kreisky osztrák kancellár
- Reza Pahlavi sah
- a dalai láma
- Antony Quinn
- Kirk Douglas
- Marina Vlady
- Jane Fonda
- Pablo Casals
- Igor és David Ojsztrah
- Arthur Rubinstein
- Turay Ida
- Páger Antal

## A médiában
- A Balassi Balassi Emlékkard-díj nemzetközi szakirodalmi díjátadó ünnepségét 1997-ben kezdték meg, és évente a szállodában tartják.
- A Hitman számítógépes videójátékokban a Hotel Gallàrd (Hotel Galar) nevű szálloda belső terét a Gellértről mintázták.[10]
- A „You Can Get It” zenés videóklip, a Maxx német Eurodance-együttes filmjének legtöbb felvételét a gyógyfürdőben forgatták, 1994-ben.[11]
- A Le Tournoi 2015-ös francia film részeit a szállodában forgatták.[12]
- A Natale a 5 stelle (5 csillagos karácsony) című 2018-as olasz filmet a szállodában forgatták.[13]
- Az amerikai Vörös veréb (2017) című film egyes jeleneteit a szállodában forgatták.[14]

## Galéria

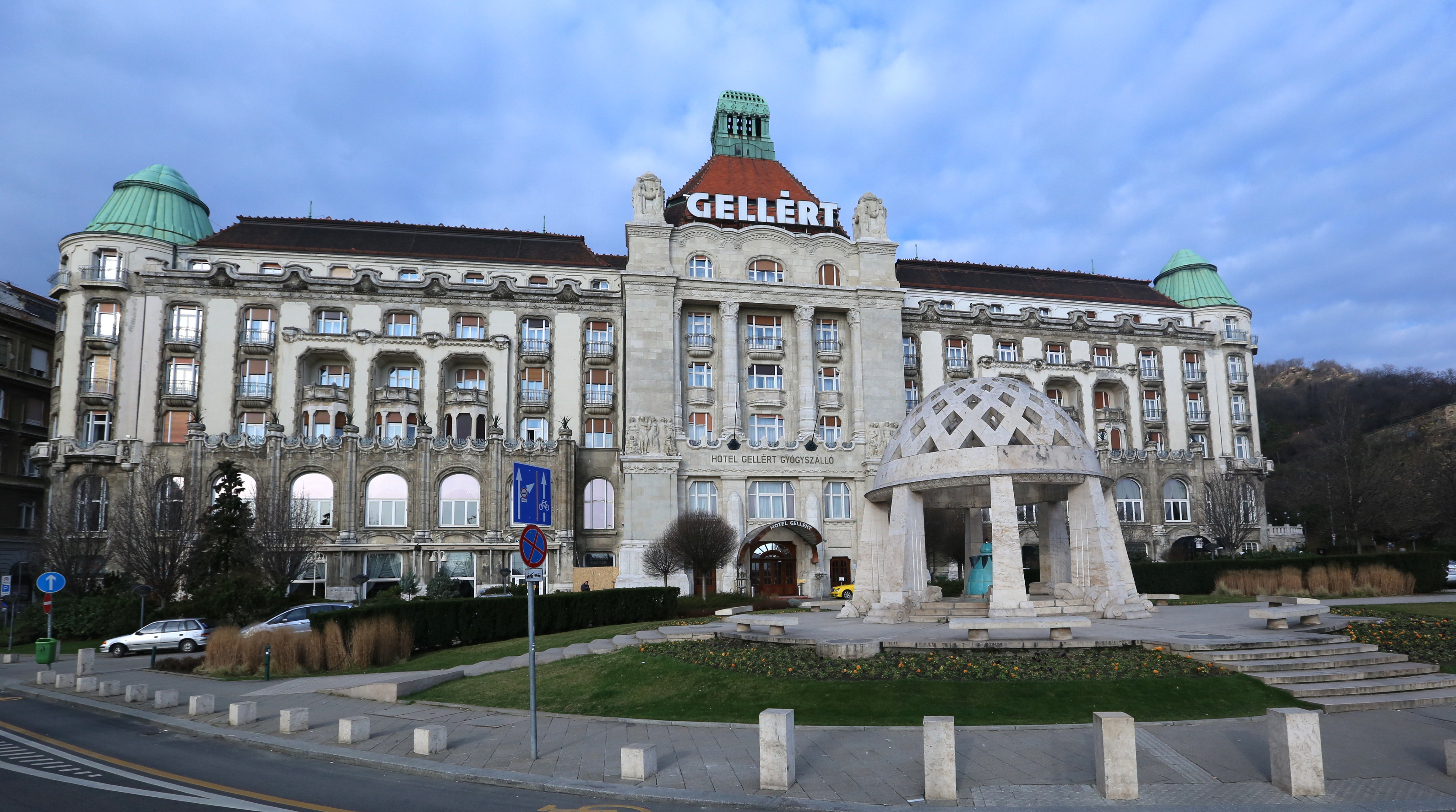
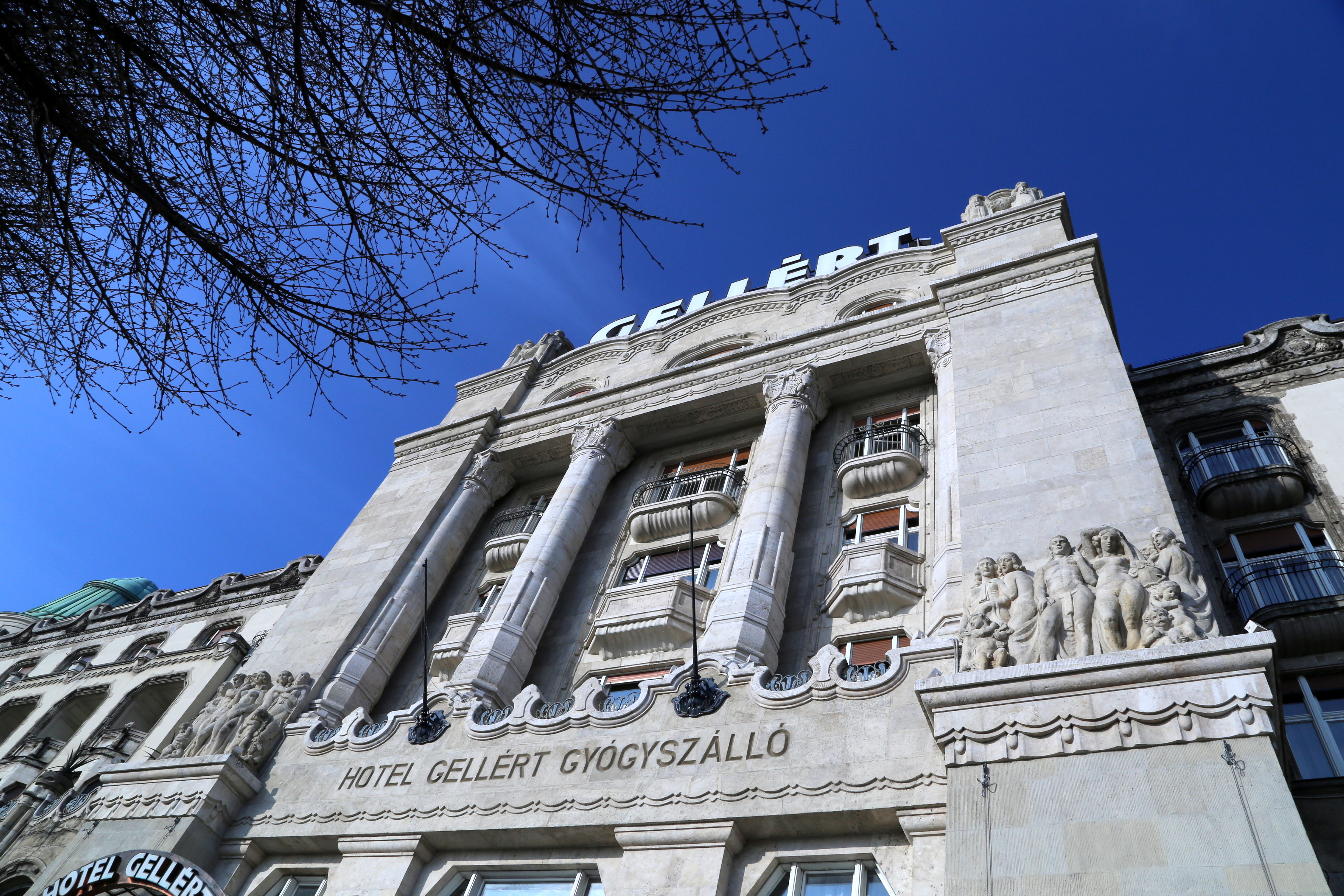
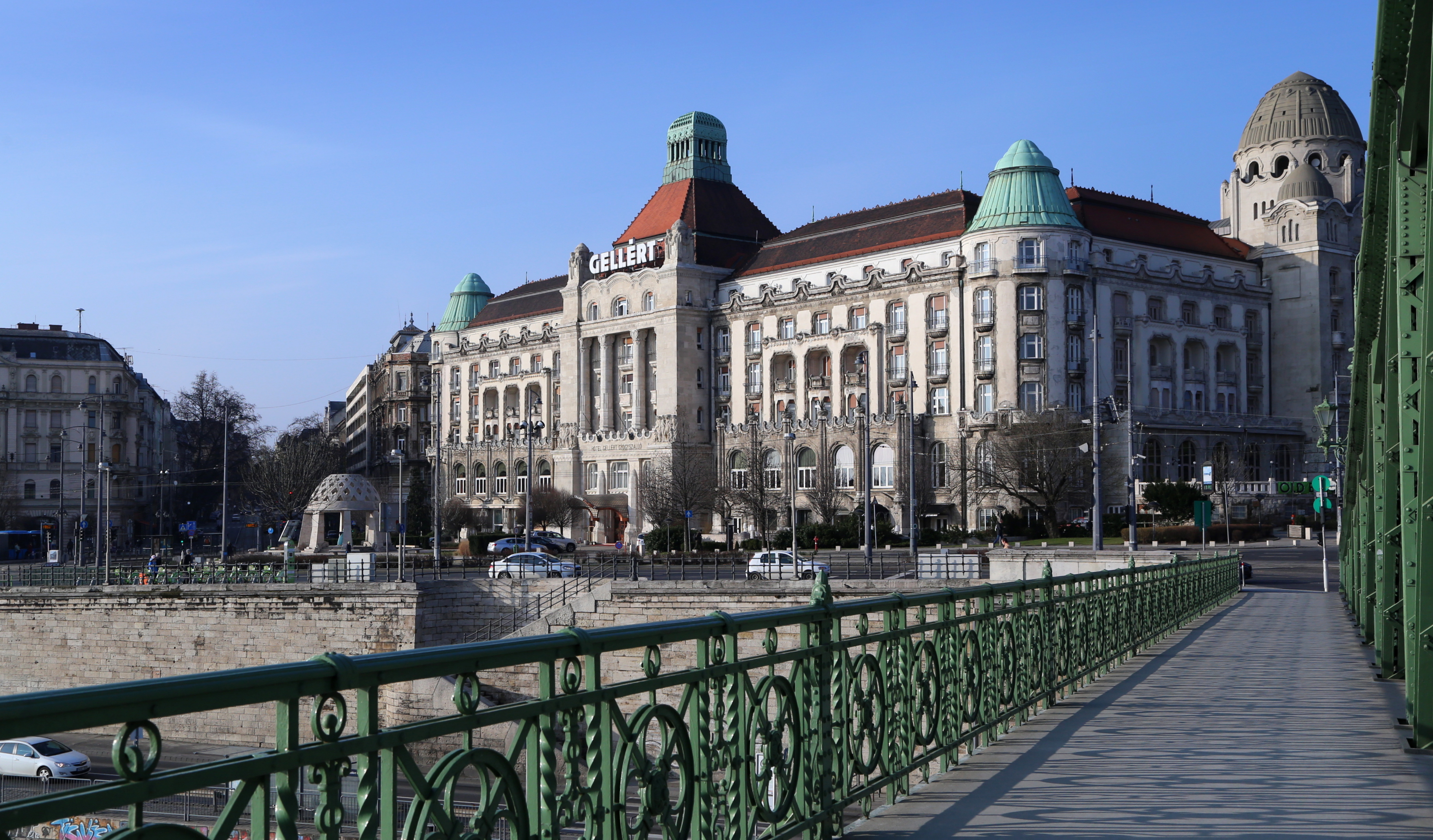
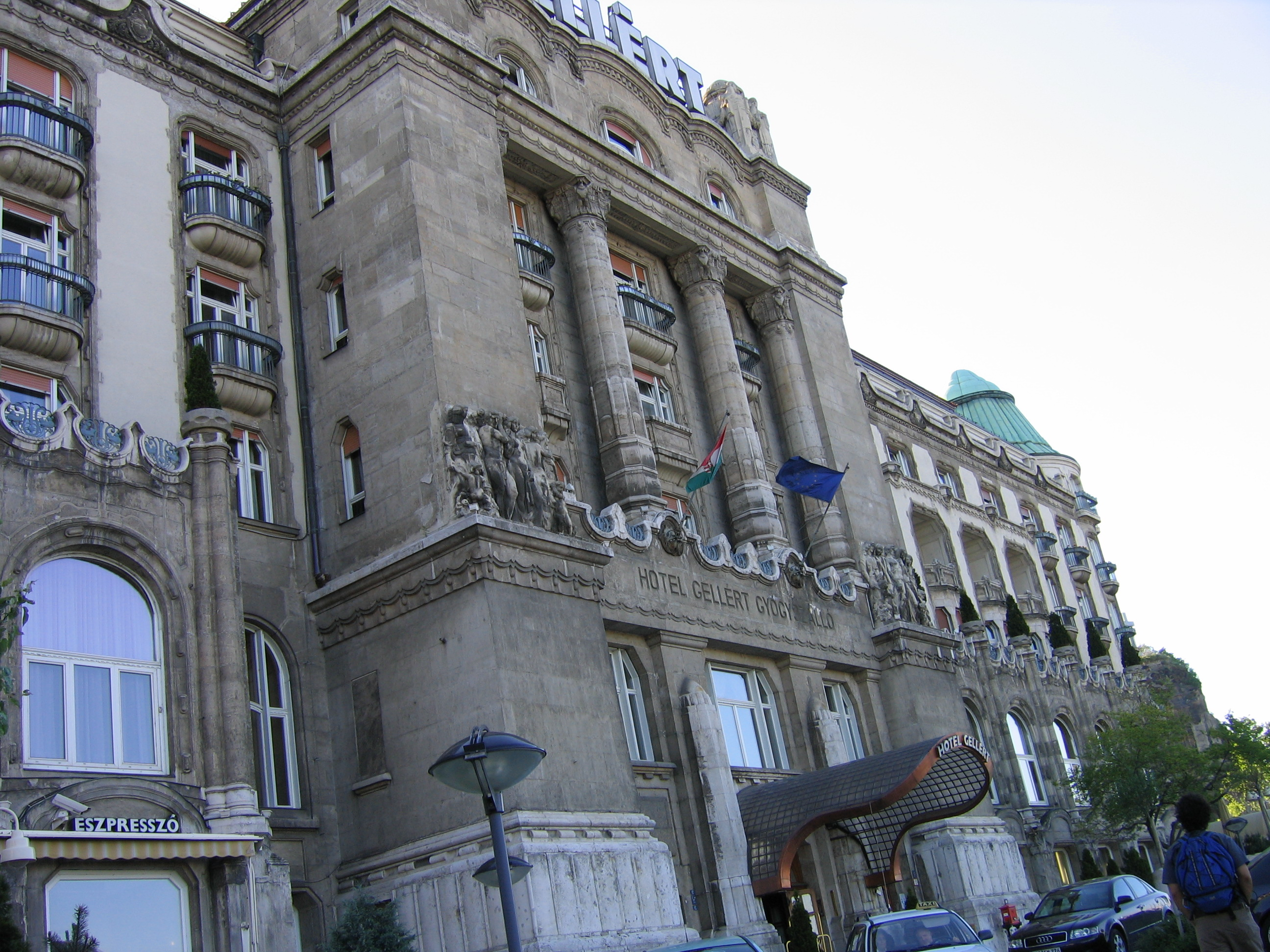
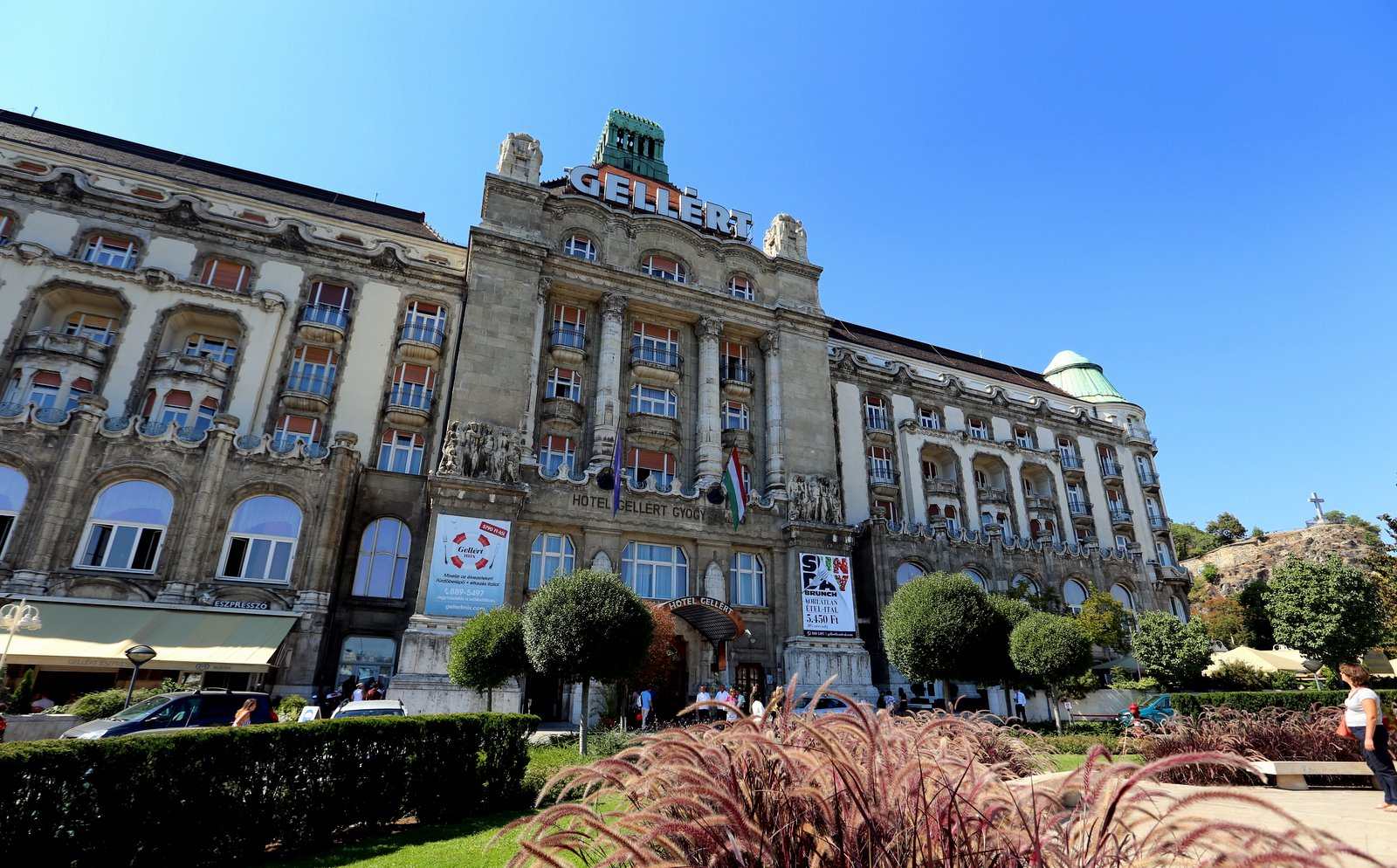
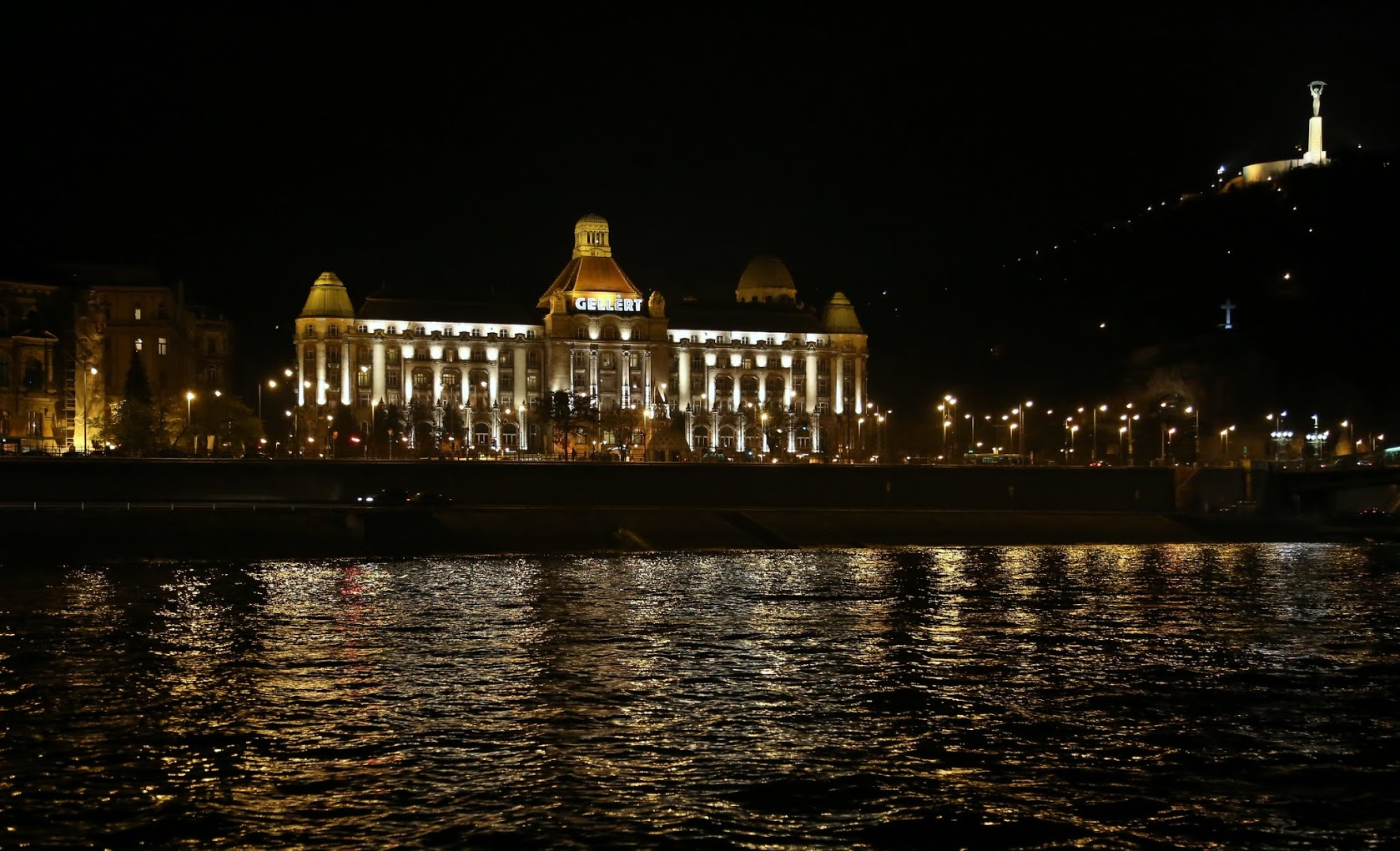
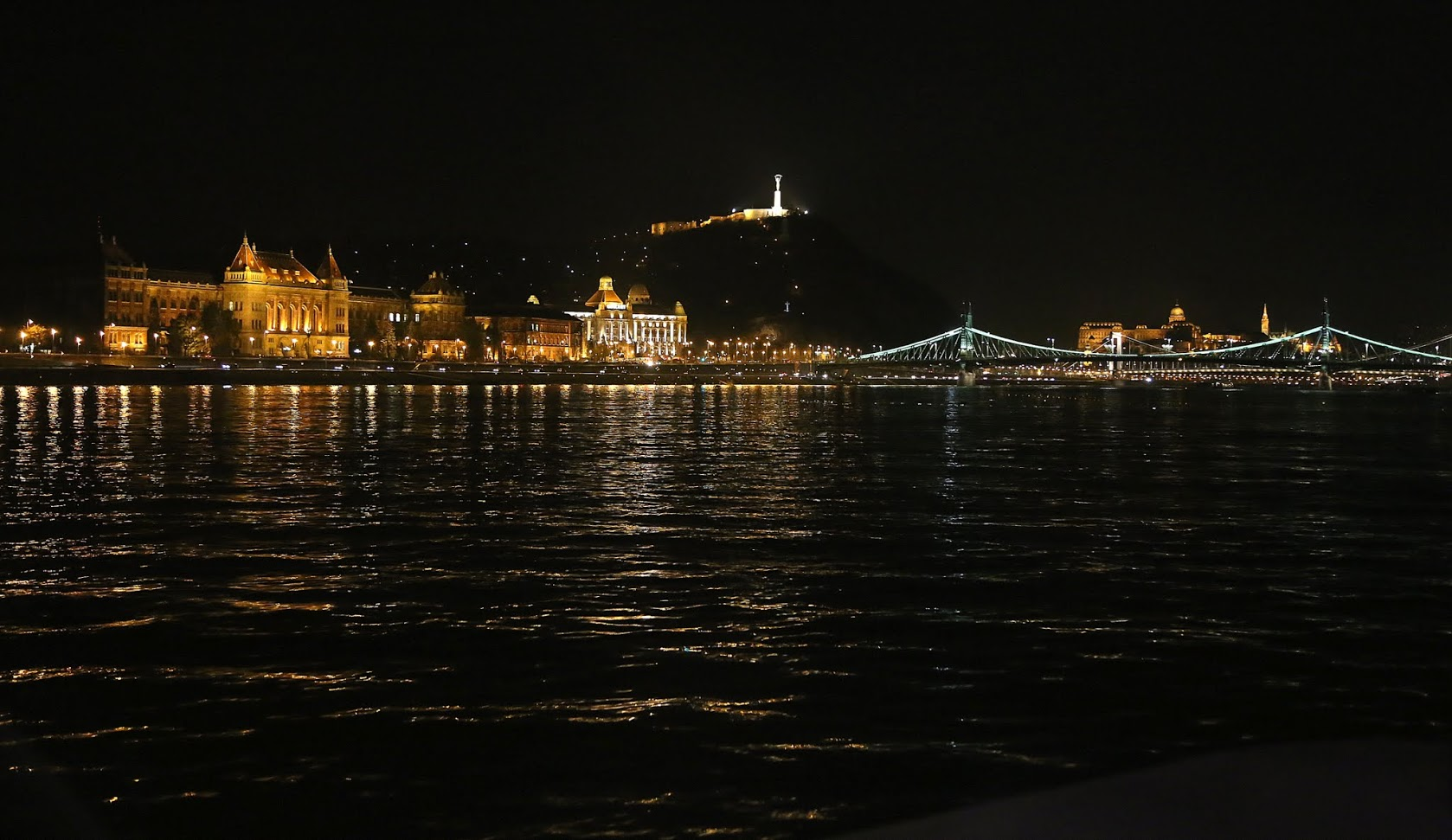
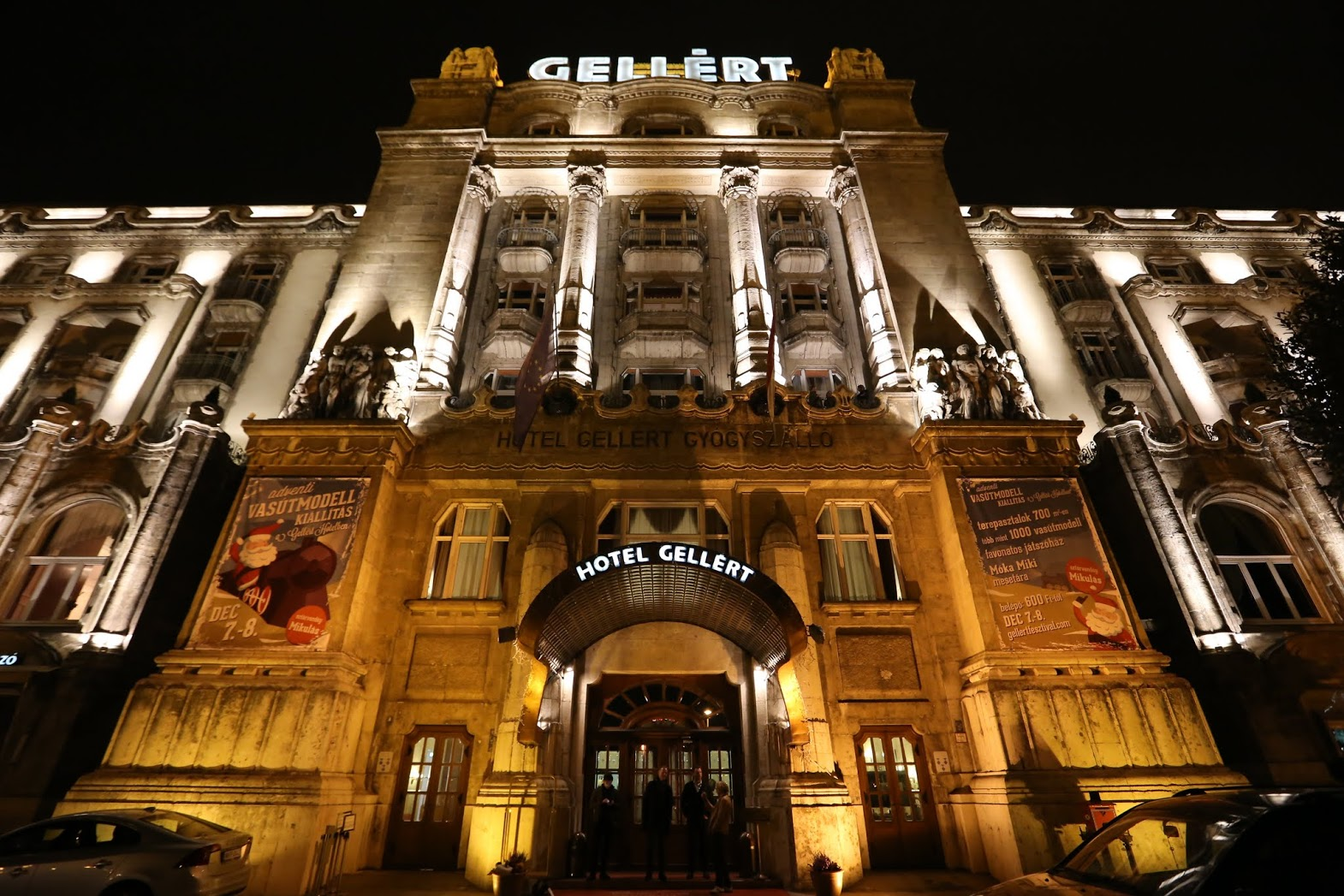
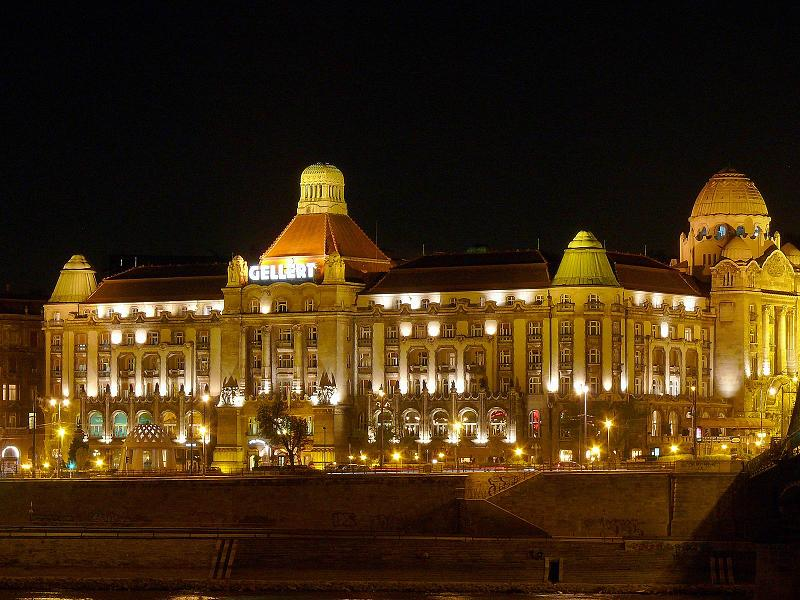
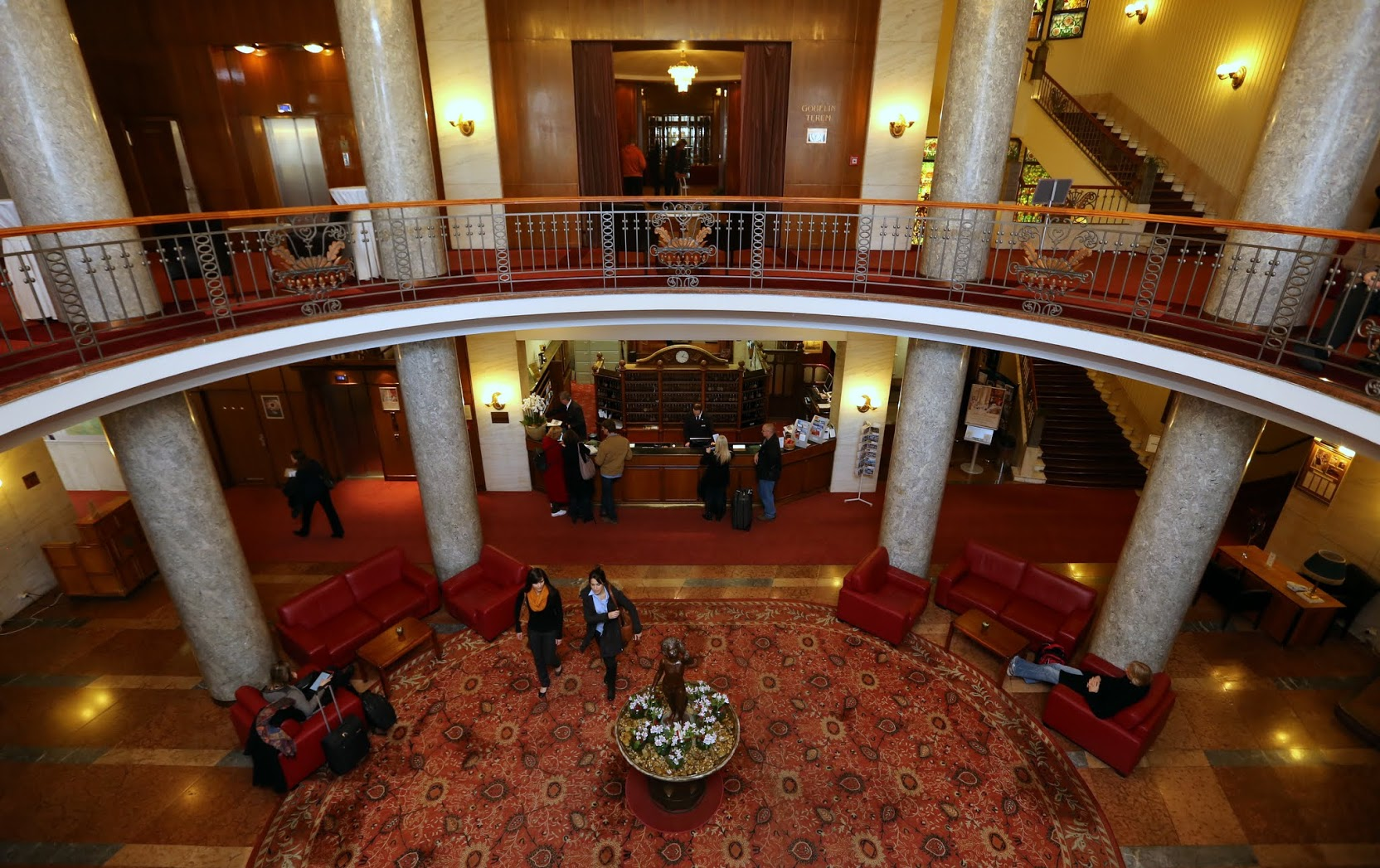
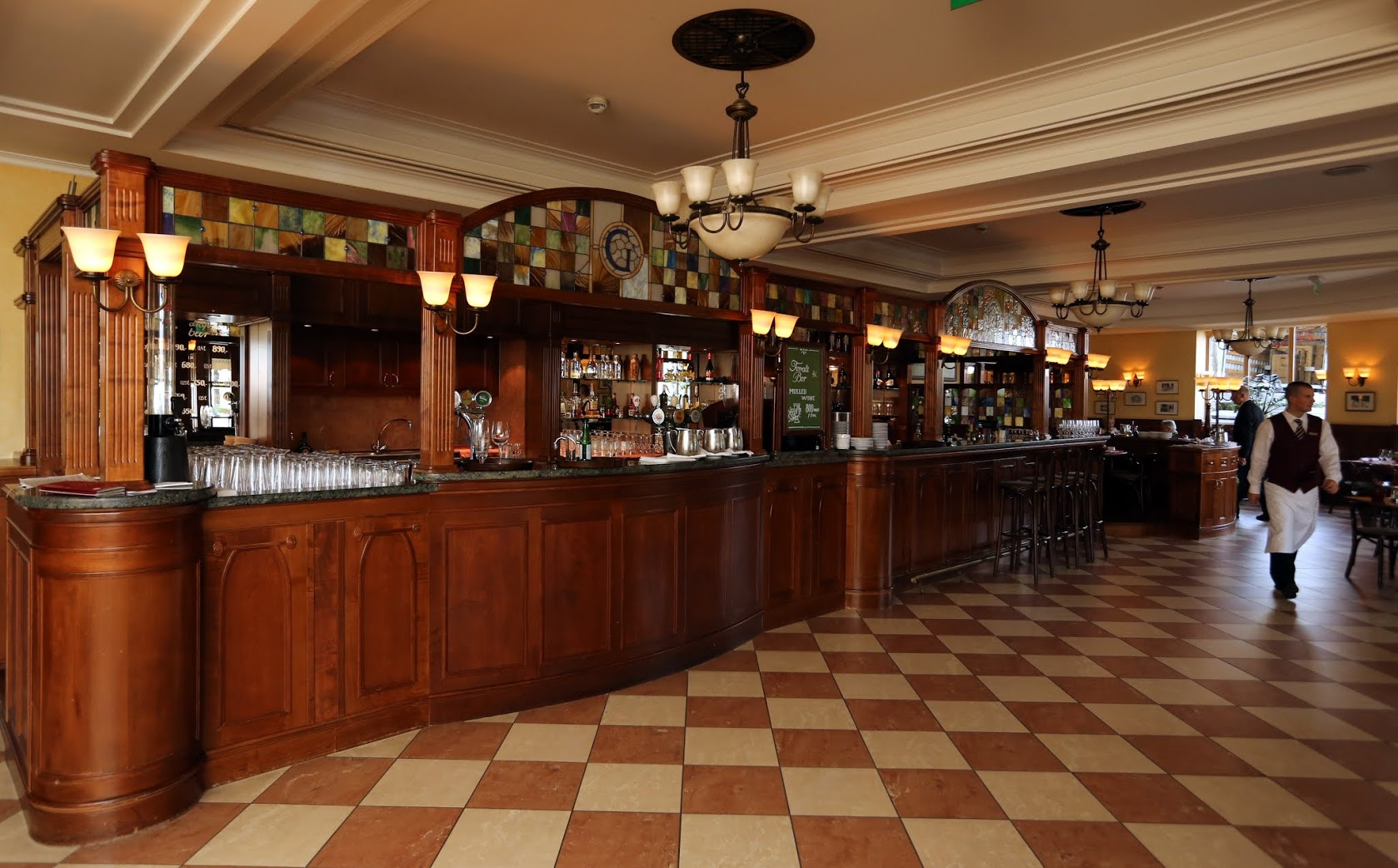
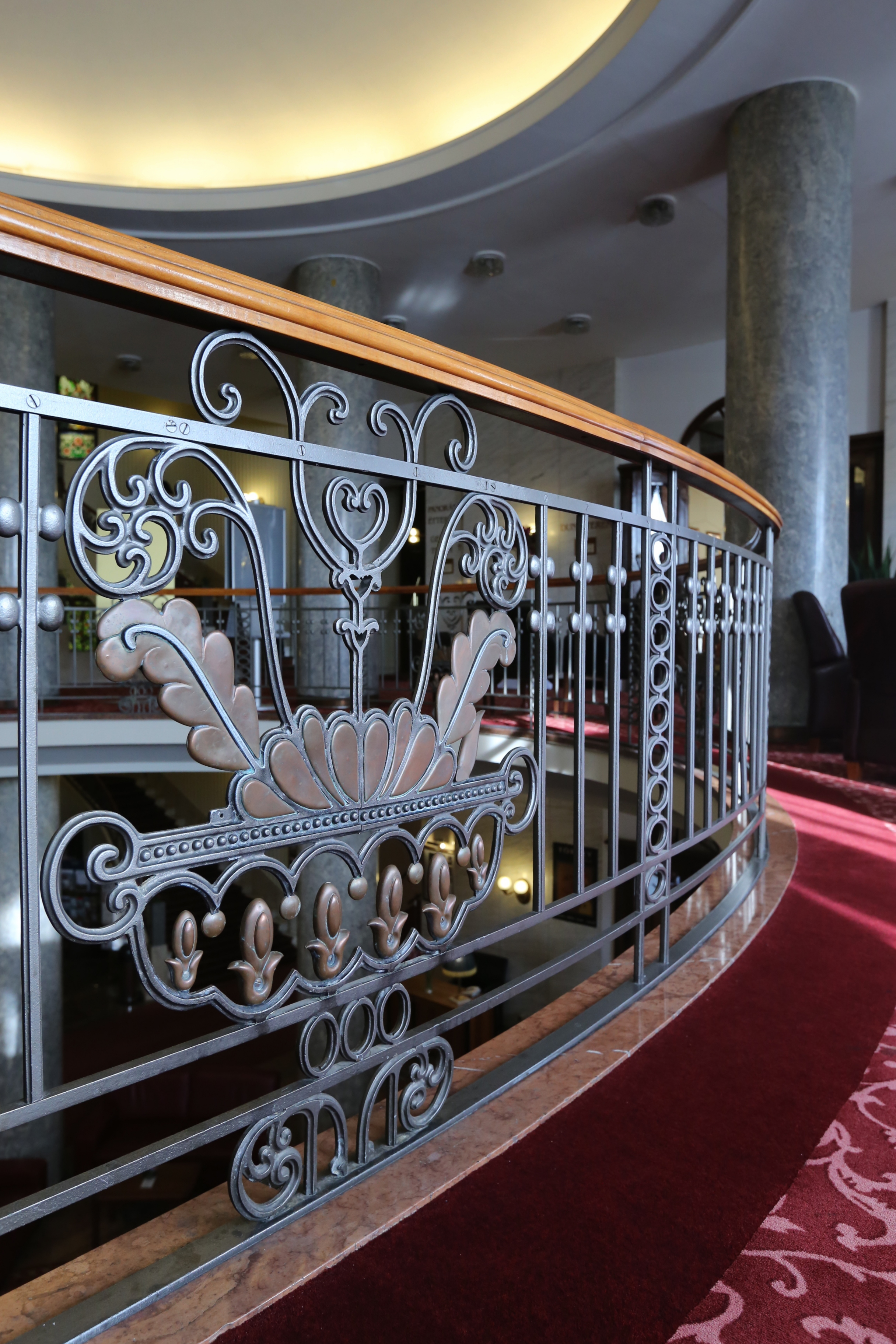
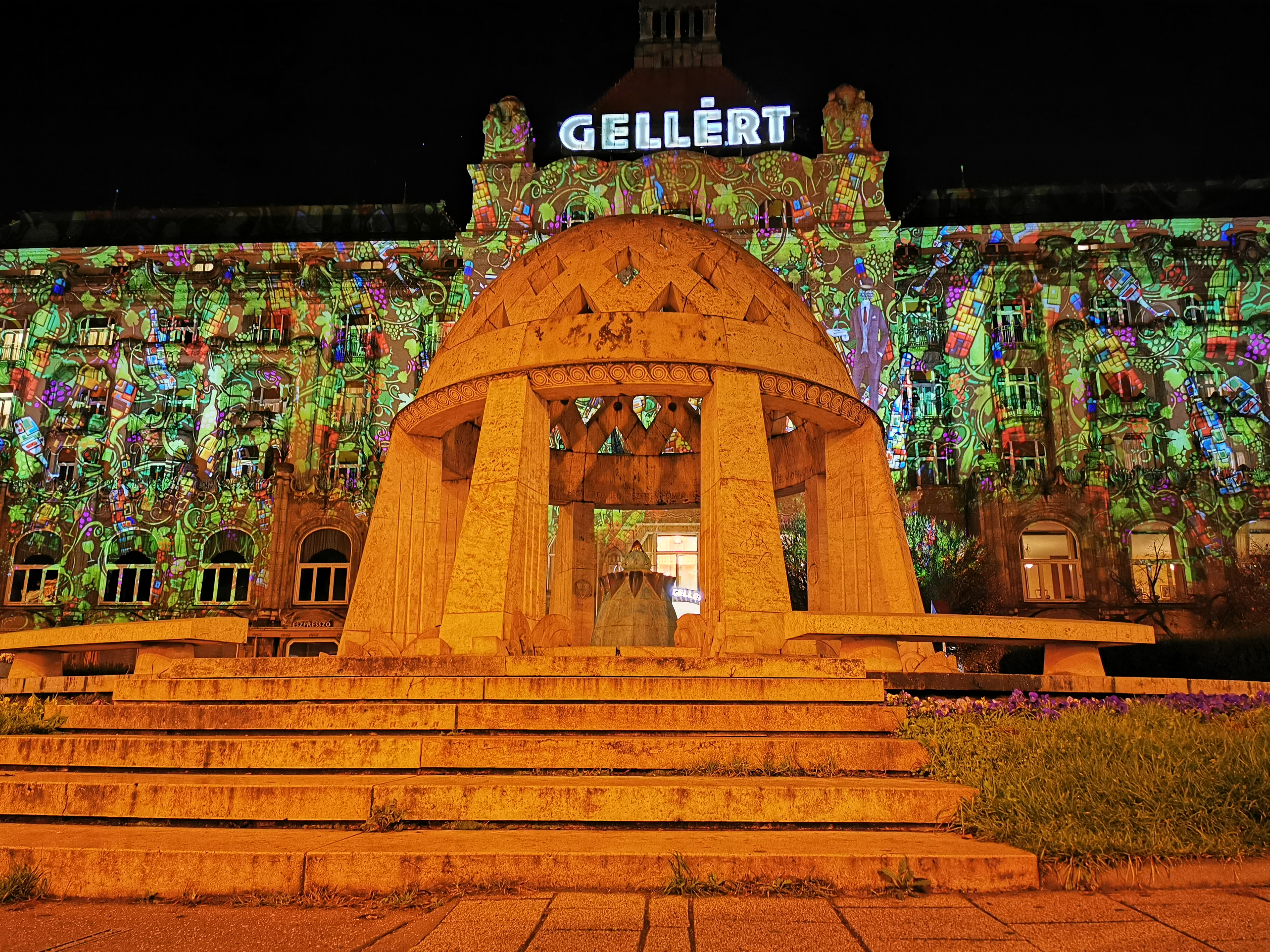

## Fordítás
- Ez a szócikk részben vagy egészben  a   Hotel Gellért című angol Wikipédia-szócikk ezen változatának fordításán alapul.  Az eredeti cikk szerkesztőit annak laptörténete sorolja fel. Ez a jelzés csupán a megfogalmazás eredetét és a szerzői jogokat jelzi, nem szolgál a cikkben szereplő információk forrásmegjelöléseként.